# René Geisler
René Geisler (* 1976 in Leipzig) ist ein deutscher Schauspieler.

## Leben
Geisler wuchs in Leipzig auf. Von 1993 bis 1996 absolvierte er eine Ausbildung an der Gutenbergschule im Fachbereich Medien/Druck. 1998 zog er nach Hamburg, wo er dann sein Schauspielstudium begann. Er absolvierte von September 1999 bis August 2002 ein Schauspielstudium am Hamburger Schauspiel-Studio Frese. Von 2000 bis 2002 erfolgte zur weiteren Fortbildung im Bereich Regie eine Zusammenarbeit mit der Hochschule für Musik und Theater Hamburg (HfMT Hamburg) Abteilung Theaterregie unter der Leitung von Niels-Peter Rudolph und Jorinde Dröse.
Während der Ausbildung hatte er Rollen am Schauspielhaus Hamburg (2000; als Choreut in Troerinnen), am Thalia Theater/Gaußstraße in Hamburg (2001; als Benedikt in Viel Lärm um Nichts), an der Komödie Winterhuder Fährhaus (2002; als Anwar in Das Narrenschiff von Nikolaj Koljada; Diplominszenierung des Hamburger Schauspiel-Studio Frese) und auf Kampnagel.
Sein erstes Festengagement erhielt er 2002 am Mittelsächsischen Theater Freiberg, wo er in der Spielzeit 2002/03 u. a. einen der jugendlichen Liebhaber in Ein Sommernachtstraum spielte; dort blieb er bis 2004 im Engagement. Er spielte dort u. a. den Rheingraf vom Stein in Das Käthchen von Heilbronn, Laertes in Hamlet und den Neffen Mortimer Brewster in Arsen und Spitzenhäubchen. 2004 ging er ins Festengagement an die Landesbühnen Sachsen, wo er unter der Intendanz von Arne Retzlaff bis 2012 im Ensemble blieb. An den Landesbühnen Sachsen spielte er u. a.: Tom Wingfield in Die Glasmenagerie (2004), Ferdinand in Kabale und Liebe (2004–2006), Demetrius in Ein Sommernachtstraum (2006–2008), die Titelrolle des Wolfgang Amadeus Mozart in Amadeus (2007), Antonio in Der Sturm (2009), Hämon in Antigone (2009), Cléante in Der Geizige (2009), Jan in Die fetten Jahre sind vorbei (2009–2010) und die Titelrolle in Faust I (2011–2012).
Seit 2013 ist er als freischaffender Schauspieler tätig. Nach Beendigung seines Festengagements trat er an den Landesbühnen Sachsen weiterhin als Gast auf, so in der Titelrolle von Brechts Baal (2013) und weiterhin in der Titelrolle von Faust I (2013). In der Spielzeit 2013/14 übernahm er dort die Rolle des Jugendfreundes Claude Gatignol in der Komödie Der Vorname (Autoren: Matthieu Delaparte/Alexandre de la Patellerie). In der Spielzeit 2014/15 übernahm er am Boulevardtheater Dresden die Rolle von Jack (Harrys bester Freund) in der Komödie Harry und Sally von Nora Ephron. In der Spielzeit 2016/17 spielte er am Boulevardtheater Dresden ab Februar 2017 den Dr. Watson in der Kriminalkomödie Sherlock Holmes und die Schnecken von Eastwick.
Geisler übernahm während seiner Theaterkarriere gelegentlich auch einige wenige Filmrollen. Schwerpunkt seiner künstlerischen Tätigkeit waren jedoch stets seine Theaterarbeiten. Seit 2013 verstärkt er allerdings seine Tätigkeit für Film und Fernsehen.
In der Fernsehserie Heiter bis tödlich: Akte Ex hatte er 2013 eine Episodennebenrolle; er spielte den Inhaber einer Treuetest-Agentur. In dem Fernsehfilm Sprung ins Leben (2014) hatte er als Trainer Sammy eine Nebenrolle an der Seite von Simone Thomalla und Lucas Reiber. Im Oktober 2015 war er in der ZDF-Krimiserie SOKO Wismar in einer Episodenhauptrolle zu sehen. Er spielte den Fotografen Peter Demel, der als Nebenjob kinderpornografische Filme erstellt und verkauft.
In der 15. Staffel der ZDF-Krimiserie SOKO Leipzig, die ab dem 2. Oktober 2015 ausgestrahlt wurde, übernahm er in der Folge Der Skaterboy eine Episodenrolle. Im April 2017 war er in der ZDF-Fernsehreihe Lena Lorenz in einer Episodenrolle als Almbauer und Kindsvater Theo Hugenbauer zu sehen. In der ZDFneo-Miniserie Lobbyistin (Erstausstrahlung ab November 2017) übernahm René Geisler eine durchgehende Serienrolle; er spielte den Bauingenieur Gustav Hahn, den Lebensgefährten der Hauptfigur Eva Blumenthal (Rosalie Thomass). In der romantischen TV-Komödie Bingo im Kopf (2019) spielte er den „von seiner eigenen Spießigkeit genervte[n] Banker-Bruder“ eines ehemaligen Schlagersängers in der Midlife-Krise (Pasquale Aleardi).
In der 20. Staffel der ZDF-Serie SOKO Leipzig (2019) übernahm Geisler eine Serienrolle als alleinerziehender Landschaftsarchitekt Florian Rot, der Vater von einer Mitschülerin von Kommissarin Ina Zimmermanns Sohn Paul, der die Kommissarin auf Anhieb sympathisch findet. In der ZDF-Fernsehreihe Das Traumschiff spielte er in der „Marokko“-Folge, die an Ostern 2020 ausgestrahlt wird, den sich als Investmentbanker ausgebenden „hochkarätigen Kunstfälscher“ Pit Manshold.
Geisler lebt in Leipzig.

## Filmografie (Auswahl)
- 2002: Kopfsalat (Kurzfilm)
- 2009: Freunde? (Kurzfilm)
- 2013: Heiter bis tödlich: Akte Ex (Fernsehserie; Folge: Treu bis ins Grab)
- 2013: In aller Freundschaft (Fernsehserie)
- 2014: Sprung ins Leben (Fernsehfilm)
- 2015: SOKO Wismar (Fernsehserie; Folge: Die kleine Meerjungfrau)
- 2016: SOKO Leipzig (Fernsehserie; Folge: Skater-Träume)
- 2017: Lena Lorenz – Wunsch und Wirklichkeit (Fernsehreihe)
- 2017: Lobbyistin (Fernsehserie)
- 2018: Notruf Hafenkante (Fernsehserie; Folge: Du gehörst mir)
- 2018: Die Kanzlei (Fernsehserie; Folge: Kinderkram)
- 2019: Polizeiruf 110: Dunkler Zwilling (Fernsehreihe)
- 2019: Bingo im Kopf (Fernsehfilm)
- 2019: SOKO Leipzig (Fernsehserie; Folge: Zur goldenen Jutta)
- 2020: Das Traumschiff: Marokko (Fernsehreihe)
- 2021: Der Alte (Fernsehserie; Folge: Trügerische Liebe)
- 2022: Notruf Hafenkante (Fernsehserie; Folge: Männer)